# Onthophagus johnstoni
Onthophagus johnstoni är en skalbaggsart som beskrevs av Waterhouse 1885. Onthophagus johnstoni ingår i släktet Onthophagus och familjen bladhorningar. Inga underarter finns listade i Catalogue of Life.